# Nerpitschja
Nerpitschja (russisch Нерпичья) ist ein Marinestützpunkt der Nordflotte im Fjord Sapadnaja Liza an der Barentssee.
Der Stützpunkt entstand in den 1960er Jahren. Er beherbergte Atom-U-Boote der 675 Echo-II-Klasse, später 658 Hotel-Klasse und ab etwa 1977 die knapp 175 Meter langen Boote der 941 Typhoon-Klasse. Seit Mitte der 2010er-Jahre sind dort U-Boote der 885 Graney-Klasse stationiert.
Der Stützpunkt hat drei Piers und verfügt über eine Anbindung über Straße und Schiene. Ganz fertiggestellt wurde der Standort nie. In den frühen 1980er Jahren beschädigte ein Erdrutsch den Stützpunkt.